# 39-та гвардійська мотострілецька дивізія (СРСР)
39-та гвардійська мотострілецька Барвінківська ордена Леніна двічі Червонопрапорна орденів Суворова і Богдана Хмельницького дивізія (39 гв. МСД, в/ч 38865, від 1957: 35100) — з'єднання мотострілецьких військ Радянської армії, яка існувало у 1957—1992 роках. Дивізія створена 17 травня 1957 року на основі 39-ї гвардійської стрілецької дивізії у місті Ордруф, Східна Німеччина. Дивізія мала статус боєготової першого ешелону, тому була укомплектована особовим складом і технікою на майже 100 % від штатної чисельності.

## Історія
Створена 17 травня 1957 року на основі 39-ї гвардійської стрілецької дивізії у місті Ордруф, Східна Німеччина.
У 1961 році створено 1563-й окремий ракетний дивізіон.
Від 19 лютого 1962 року створено 49-й окремий ремнотно-відновлювальний батальйон.
У травні 1962 року створено 23-й окремий танковий батальйон.
У травні 1965 року 29-й гвардійський мотострілецький полк був замінений на 172-й гвардійський мотострілецький полк.
У 1968 роцы 45-й окремий гвардійський саперний батальйон був перейменований на 272-й окремий гвардійський інженерно-саперний батальйон, а 489-й окремий зенітний артилерійський дивізіон був створений.
У 1972 році 000 окрема рота хімічного захисту була розгорнута на 514-й окремий батальйон хімічного захисту.
У 1980 році 569-й окремий моторизований транспортний батальйон був переформований на 1128-й окремий батальйон матеріального забезпечення, та 00 окрема реактивна артилерійська батарея була включена до складу артилерійського полку.
У 1982 році 000 окремий гелікоптерний загін був розгорнутий на 241-шу окрему гелікоптерну ескадрилью, та передислокована в Гаслебен.
У 1986 році 1563-й окремий ракетний дивізіон був переданий до складу 449-ї ракетної бригади.
У 1987 році 514-й окремий батальйон хімічного захисту був згорнутий в 228-му окрему роту хімічного захисту.
Від 1 лютого 1989 року 241-шу окрему гелікоптерну ескадрилью було вжито для розгортання 486-го окремого гелікоптерного полку.
У червні 1989 року 15-й гвардійський танковий полк був переформований на 585-й гвардійський мотострілецький полк.
Від листопада 1991 року об'єднана з 5198-ю базою зберігання озброєння та техніки, та перейменована, як 5001-ша гвардійська база зберігання озброєння та техніки.
- 117-й гвардійський мотострілецький полк був переданий до складу 93-ї гвардійської мотострілецької дивізії, та перейменований на 529-й гвардійський мотострілецький полк
- 585-й гвардійський мотострілецький полк був переданий до складу 128-ї гвардійської мотострілецької дивізії, та перейменований на 820-й гвардійський мотострілецький полк

Від 1992 року перейшла під юрисдикцію України.

## Структура
Протягом історії з'єднання його стурктура та склад неодноразово змінювались.

### 1960
- 29-й гвардійський мотострілецький полк (Плауен, Східна Німеччина)
- 117-й гвардійський мотострілецький полк (Майнінген, Східна Німеччина)
- 120-й гвардійський мотострілецький полк (Ордруф, Східна Німеччина)
- 15-й гвардійський танковий полк (Ордруф, Східна Німеччина)
- 87-й гвардійський артилерійський полк (Плауен, Східна Німеччина)
- 915-й зенітний артилерійський полк (Ордруф, Східна Німеччина)
- 11-й окремий розвідувальний батальйон (Майнінген, Східна Німеччина)
- 45-й окремий гвардійський саперний батальйон (Ордруф, Східна Німеччина)
- 154-й окремий гвардійський батальйон зв'язку (Заальфельд, Східна Німеччина)
- 000 окрема рота хімічного захисту (Майнінген, Східна Німеччина)
- 33-й окремий санітарно-медичний батальйон (Ордруф, Східна Німеччина)
- 569-й окремий моторизований транспортний батальйон (Ордруф, Східна Німеччина)

### 1970
- 117-й гвардійський мотострілецький полк (Майнінген, Східна Німеччина)
- 120-й гвардійський мотострілецький полк (Ордруф, Східна Німеччина)
- 172-й гвардійський мотострілецький полк (Гота, Східна Німеччина)
- 15-й гвардійський танковий полк (Ордруф, Східна Німеччина)
- 87-й гвардійський артилерійський полк (Гота, Східна Німеччина)
- 915-й зенітний артилерійський полк (Ордруф, Східна Німеччина)
- 23-й окремий танковий батальйон (Майнінген, Східна Німеччина)
- 1563-й окремий ракетний дивізіон (Гота, Східна Німеччина)
- 489-й окремий зенітний артилерійський дивізіон (Майнінген, Східна Німеччина)
- 00 окрема реактивна артилерійська батарея (Гота, Східна Німеччина)
- 11-й окремий розвідувальний батальйон (Майнінген, Східна Німеччина)
- 272-й окремий гвардійський інженерно-саперний батальйон (Ордруф, Східна Німеччина)
- 154-й окремий гвардійський батальйон зв'язку (Ордруф, Східна Німеччина)
- 000 окрема рота хімічного захисту (Майнінген, Східна Німеччина) — 1977 до Гота
- 49-й окремий ремнотно-відновлювальний батальйон (Ордруф, Східна Німеччина)
- 33-й окремий санітарно-медичний батальйон (Ордруф, Східна Німеччина)
- 569-й окремий моторизований транспортний батальйон (Ордруф, Східна Німеччина)
- 000 окремий гелікоптерний загін (Веймар-Нора, Східна Німеччина) — створено 1969

### 1980
- 117-й гвардійський мотострілецький полк (Майнінген, Східна Німеччина)
- 120-й гвардійський мотострілецький полк (Ордруф, Східна Німеччина)
- 172-й гвардійський мотострілецький полк (Гота, Східна Німеччина)
- 15-й гвардійський танковий полк (Ордруф, Східна Німеччина)
- 87-й гвардійський артилерійський полк (Гота, Східна Німеччина)
- 915-й зенітний ракетний полк (Ордруф, Східна Німеччина)
- 23-й окремий танковий батальйон (Майнінген, Східна Німеччина)
- 1563-й окремий ракетний дивізіон (Гота, Східна Німеччина)
- 489-й окремий зенітний артилерійський дивізіон (Майнінген, Східна Німеччина)
- 11-й окремий розвідувальний батальйон (Майнінген, Східна Німеччина)
- 272-й окремий гвардійський інженерно-саперний батальйон (Ордруф, Східна Німеччина) — 1981 до Гота
- 154-й окремий гвардійський батальйон зв'язку (Ордруф, Східна Німеччина)
- 514-й окремий батальйон хімічного захисту (Гота, Східна Німеччина)
- 49-й окремий ремнотно-відновлювальний батальйон (Ордруф, Східна Німеччина)
- 33-й окремий медичний батальйон (Ордруф, Східна Німеччина)
- 1128-й окремий батальйон матеріального забезпечення (Ордруф, Східна Німеччина)
- 000 окремий гелікоптерний загін (Веймар-Нора, Східна Німеччина)

### 1988
- 117-й гвардійський мотострілецький полк (Майнінген, Східна Німеччина)
- 120-й гвардійський мотострілецький полк (Ордруф, Східна Німеччина)
- 172-й гвардійський мотострілецький полк (Гота, Східна Німеччина)
- 15-й гвардійський танковий полк (Ордруф, Східна Німеччина)
- 87-й гвардійський артилерійський полк (Гота, Східна Німеччина)
- 915-й зенітний ракетний полк (Ордруф, Східна Німеччина)
- 23-й окремий танковий батальйон (Майнінген, Східна Німеччина)
- 489-й окремий зенітний артилерійський дивізіон (Майнінген, Східна Німеччина)
- 11-й окремий розвідувальний батальйон (Майнінген, Східна Німеччина)
- 272-й окремий гвардійський інженерно-саперний батальйон (Гота, Східна Німеччина)
- 154-й окремий гвардійський батальйон зв'язку (Ордруф, Східна Німеччина)
- 228th окрема рота хімічного захисту (Гота, Східна Німеччина)
- 49-й окремий ремнотно-відновлювальний батальйон (Ордруф, Східна Німеччина)
- 33-й окремий медичний батальйон (Ордруф, Східна Німеччина)
- 1128-й окремий батальйон матеріального забезпечення (Ордруф, Східна Німеччина)
- 241-шу окрему гелікоптерну ескадрилью (Гаслебен, Східна Німеччина)

## Розташування
- Ордруфські казарми (Lager) [визначення США: Ohrdruf Army Barracks 221]: 50 50 01N, 10 45 07E (Штаб дивізії, 120-й гвардійський мотострілецький полк, 15-й гвардійський танковий полк, 915-й зенітний ракетний полк, 154-й окремий гвардійський батальйон зв'язку, 49-й окремий ремнотно-відновлювальний батальйон, 33-й окремий медичний батальйон та 1128-й окремий батальйон матеріального забезпечення)
- Готські казарми (Heeresflak Kaserne) [визначення США: Gotha Army Barracks 281]: 50 56 24N, 10 40 22E (172-й гвардійський мотострілецький полк, 87-й гвардійський артилерійський полк, 1563-й окремий ракетний дивізіон, 272-й окремий гвардійський інженерно-саперний батальйон, 514-й окремий батальйон хімічного захисту та 00 окрема реактивна артилерійська батарея)
- Майнінгенські казарми (Barbara Kaserne) [визначення США: Meiningen Army Barracks 201]: 50 35 37N, 10 25 18E (117-й гвардійський мотострілецький полк)
- Майнінгенські казарми (Haupt Kaserne) [визначення США: Meiningen Army Barracks 202]: 50 34 41N, 10 25 11E (11-й окремий розвідувальний батальйон, 23-й окремий танковий батальйон and 489-й окремий зенітний артилерійський дивізіон)
- Аеродром Веймар-Нора [визначення США: Weimar Airfield 602]: 50 58 35N, 11 14 46E (000 окремий гелікоптерний загін)
- Гаслебенський аеродром [визначення США: Hassleben Airfield]: 51 06 48N, 11 00 52E (241-ша окрема гелікоптерна ескадрилья)

## Оснащення
- 1974: 255 Т-54/55
- 1979: Т-64 (15 гв. тп), Т-62 (всі мсп), 122мм 2С1 «Гвоздика» (172 гв. мсп), 152мм 2С3 «Акація» (артилерійський полк), SA-6 2К12 «Куб» (ЗРК полк)
- 12.85: 11400 ос, 177 Т-62, 94 Т-80, 230 БМП-1, 45 БМП-2, 160 БТР-60, 72 122мм 2С1 «Гвоздика», 24 122мм Д-30, 54 152мм 2С3 «Акація»

Оснащення на 19.11.90 (за умовами УЗЗСЄ):
- Штаб дивізії: 1 ПРП-3, 3 Р-145БМ та 1 Р-156БТР
- 117-й гвардійський мотострілецький полк: 31 Т-80, 56 БМП-2, 87 БМП-1, 6 БРМ-1К, 18 2С1 «Гвоздика», 18 2С12 «Сані», 9 БМП-1КШ, 3 ПРП-3/4, 3 РХМ, 3 ПУ-12, 1 МТ-55А та 7 МТ-ЛБТ
- 120-й гвардійський мотострілецький полк: 31 Т-80, 151 БТР-60, 2 БМП-2, 3 БМП-1, 4 БРМ-1К, 18 2С1 «Гвоздика», 18 2С12 «Сані», 9 БМП-1КШ, 3 ПРП-3/4, 9 Р-145БМ, 3 ПУ-12, 2 МТ-55А та 1 МТ-ЛБТ
- 172-й гвардійський мотострілецький полк: 31 Т-80, 48 БМП-2, 96 БМП-1, 5 БРМ-1К, 18 2С1 «Гвоздика», 18 2С12 «Сані», 9 БМП-1КШ, 3 ПРП-3/4, 3 РХМ, 1 Р-145БМ, 2 ПУ-12, 1 МТ-55А та 7 МТ-ЛБТ
- 585-й гвардійський мотострілецький полк: 31 Т-80, 146 БТР-60, 5 БМП-2, 4 БРМ-1К, 18 2С1 «Гвоздика», 18 2С12 «Сані», 9 БМП-1КШ, 3 ПРП-3/4, 9 Р-145БМ, 2 ПУ-12, 2 МТ-55А та 1 МТ-ЛБТ
- 87-й гвардійський артилерійський полк: 52 2С3 «Акація», 18 БМ-21 «Град», 5 ПРП-3/4, 3 1В18, 1 1В19, 1 Р-145БМ, 1 Р-156БТР та 3 МТ-ЛБТ
- 915-й зенітний ракетний полк: 2К12 «Куб» (SA-6), 1 Р-145БМ та 1 Р-156БТР
- 23-й окремий танковий батальйон: 31 Т-80, 1 БМП-2, 1 БМП-1, 1 БМП-1КШ, 1 БРЕМ-2 та 1 МТ-55А
- 489-й окремий зенітний артилерійський дивізіон: 1 ПРП-3 та 7 МТ-ЛБТ
- 11-й окремий розвідувальний батальйон: 15 БМП-1, 7 БРМ-1К, 1 Р-145БМ, 1 Р-156БТР та 1 БМП-1КШ
- 154-й окремий гвардійський батальйон зв'язку: 10 Р-145БМ, 1 Р-156БТР та 1 Р-2АМ
- 272-й окремий гвардійський інженерно-саперний батальйон: 3 УР-67
- 49-й окремий ремонтно-відновлювальний батальйон: 1 БРЕМ-2